# Theridion cassinicola
Theridion cassinicola är en spindelart som beskrevs av Simon 1907. Theridion cassinicola ingår i släktet Theridion och familjen klotspindlar.
Artens utbredningsområde är Guinea-Bissau. Inga underarter finns listade i Catalogue of Life.